# Jean Duceppe (série télévisée)
Pour l'article sur la personne, voir Jean Duceppe.
Jean Duceppe est une mini-série biographique québécoise en six épisodes de 45 minutes diffusée entre le 15 octobre et le 19 novembre 2002 sur Télé-Québec.

## Synopsis
Télé-série de la vie personnelle et publique du comédien québécois Jean Duceppe.

## Distribution
- Paul Doucet : Jean Duceppe
- Véronique Aubut : Sita Riddez
- Lorraine Auger : Juliette Béliveau
- Julie Beauchemin : Rita Duceppe
- Josée Beaulieu : Marguerite Duceppe
- Bobby Beshro : Guy Provost
- Louise Boivert : La mère de Didier
- Annick Bourassa : Janine Sutto
- Michel-André Cardin : Roger Garceau
- Gaston Caron : Rosaire
- Guillaume Chouinard : Denis Drouin
- Suzanne Clément : Hélène Rowley
- Michel Daigle : Aimé Hotte
- Julien David : Garçon aux roses
- Larry Day : Régisseur Georges
- Frédérick De Grandpré : Michel Dumont
- Sébastien Delorme : Marcel Dubé
- Frédéric Desager : François Rozet
- Sylvie Drapeau : Denise Pelletier
- Simon Fortin : Henry Deyglun
- Julien Houde : Jean Duceppe (5 ans)
- Claire Jacques : Madame Galarneau
- Valérie Jeanneret : Bénédicte et Babette
- David Laurin : Jean Duceppe (17 ans)
- Denis Lavalou : Jean-Louis Roux
- Pierre Monet-Bach : Pierre Dagenais
- Geneviève Néron : Louise Duceppe
- Lucille Papineau : Madame Rowley
- Véronique Pinette : Madame Giroux
- Michel Thériault : Père Émile Legault
- Antoine Vézina : J.-A. DeSève
- Robert Vézina : Henri Letondal
- Alexis Bélec : Jacques Normand
- Mariloup Wolfe : Denise Pelletier (jeune)

## Fiche technique
- Scénarisation : Claire Wojas
- Réalisation : Robert Ménard
- Producteurs : Robert Ménard, Claude Bonin et Claire Wojas
- Société de production : Les Productions Vidéofilms Ltée

## Récompenses
- 2003 : Prix Gémeaux du meilleur premier rôle masculin - dramatique : Paul Doucet